# CUTEG
CUTEG(1984년 1월 6일 ~ )는 대한민국의 만화가·일러스트레이터이다.

## 활동 내역

### 라이트 노벨 삽화

#### 대한민국
- 프린세스 키스(Avra, 시드 노벨, 2009년, 전 3권)
- EFS 엑스마키나(백호, 시드 노벨, 2010년 ~ , 현재 3권이나 2권 까지하고 그만둠)

#### 일본
- 이 중에 1명, 여동생이 있다!(타구치 하지메, MF문고 J, 2010년 ~ , 현재 5.5권)
- 우리집 마녀 모르세요?(야마카와 스스무, 가가가 문고, 2011년 ~ , 현재 2권)[1]
- 아이돌 라이징!(히로사와 사카키, 전격문고, 2011년 ~ , 현재 3권)
- 그녀의 플래그가 꺾이면(타케이 토카, 코단샤 라이트노벨 문고, 2011년 ~ , 현재 8권)

### 그 외의 일러스트

#### 대한민국
- 확산성 밀리언아서: 특이형 세라 카드의 일러스트 작업을 맡았다.

#### 일본
2010년에 방송된 《히다마리 스케치》 TV 애니메이션 10화의 제공사 소개의 백 일러스트를 담당했다. 2012년 출시된 확산성 밀리언아서의 카드 일러스트 작업에 참가하고 있다.

### 동인 활동
2009년부터 동인지 즉매회에 참가하고 있다. 2009년의 코믹 마켓 77에서 'StrawberryPink' 명의로, 2010년의 선샤인 크리에이션에서 'ONIGIRIズ' 명의로 직접 참가했다. 코믹 트레져 15에는 위탁 참가했다. 그 외에, 다른 서클에서도 게스트 등으로 일러스트를 그렸다.